# Side scan sonar

Schematische voorstelling of sidescan sonar

Een side scan sonar bestaat uit een processing unit, een sleep- en datakabel en een sonarvis. De sonarvis is aan beide zijden voorzien van een transducer. Deze zendt een akoestische bundel uit, dwars op richting waarin de meetvis door het water wordt gesleept. Vervolgens wordt deze bundel, na reflectie op de waterbodem, weer ontvangen door de sonarvis. De hoogte van de sonarvis ten opzichte van de bodem is circa 10-15% van het ingestelde bereik. Dus bij een 100 m bereik (100 m per kanaal) is de hoogte boven de bodem tussen de 10 en 15 m. Afhankelijk van de samenstelling van de bodemmaterie waarop het signaal reflecteert, wordt een beeld van de bodem opgebouwd, gebaseerd op schaduwwerking. Een pad kan alleen verkregen worden aan beide zijde van de sonarvis. Onder de sonarvis treedt geen schaduwwerking op, waardoor tussen de twee sonarbundels een smalle blinde sector ontstaat. Voor een klein bereik en een hoge resolutie, gebruikt men hoge frequenties van 500 kHz t/m 1,2 MHz. Lagere frequenties van 50 kHz t/m 100 kHz geven een veel groter bereik, maar minder resolutie.
De toepassingen van de side scan sonar zijn:
- detectie van obstakels;
- detectie van verloren scheepslading en scheepsdelen (anker, ankerkettingen);
- inspectie van pijpleidingen, subsea protection frames, onderwater platform constructies, telecomkabels;
- controle van oever- en bodembescherming;
- wrakonderzoek;
- ondersteuning en controle ten behoeve van werk aan de onderwaterinfrastructuur;
- visserijtechnisch onderzoek;
- habitatkartering.

De kwaliteit van de sonarregistratie wordt mede bepaald door de wind en stromingen in het werkgebied. De bodemgesteldheid, aanwezigheid van onder andere obstakels, bodemverstoringen, dieptes/ondieptes en hard/zacht sediment is bepalend voor het onderscheiden van de te onderzoeken objecten.